# Прва штајерска бригада
Прва штајерска бригада формирана је 5. априла 1942. године. Бригаду су основали бивши шпански борци Франц Розман Стане и Душан Кведер. Бригада је устројена по узору на Интернационалне бригаде из Шпанског грађанског рата, а имала је 3 батаљона. Први је био у Штајерској. Друга два су била у Долењској и свака је имала по 3 чете. Други и трећи батаљон су имали по један митраљески вод, други је био потчињен коњичком воду (7 коња). Штаб бригаде чинили су командант Франц Розман, политички комесар Душан Кведер и заменик команданта Петер Станте, поред њих били су и бригадни лекар и бригадни курир. Постојао је и радио-телефонски вод под непосредном командом штаба бригаде.
Штајерска бригада је у време свог оснивања била трећа бригада Народноослободилачке војске Југославије и прва која је формирана без директног утицаја Врховног штаба НОВЈ. У тренутку оснивања бројала је више од 300 људи. Била је наоружана углавном пушкама, али је имала и 20 митраљеза и 2 тешка митраљеза. До краја априла њен људство је нарасло на око 400 бораца.
У међувремену, Главни штаб НОВ и ПО Словеније имао је друге планове за реорганизацију војске. У припреми за тзв. пролећни партизански устанак, темељито је реорганизовао словеначку партизанску војску за целу словеначку територију. Већ 4. априла 1942. године издата је наредба о реорганизацији словеначке војске, по којој је требало да се чете и батаљони споје у одреде, а одреди у четири групе одреда. Другу групу одреда чинили су Похорски, Савињски и Дравски одред. Реорганизација по узору на Врховни штаб НОВЈ није одговарала упутствима о реорганизацији словеначке партизанске војске. Главни штаб НОВ Словеније замерио је штабу Прве штајерске бригаде за самоиницијативност и одмах наредио да се преименују у 2. групу одреда. Углавном су им замерали што нису раније обавестили Главни штаб. До неспоразума је дошло јер пошта о реорганизацији није правовремено стигла у штаб бригаде. Штаб 1. бригаде је само организовао јединице онако како је сматрао да је најприкладније на терену. Користили су термин за јединицу, који је већ био записан у Партизанском закону, док је Врховни штаб у међувремену увео нову организацију. Главни птаб је ипак похвалио самоиницијативу, али је одбио да поништи наређење о формирању група одреда. Тако је 1. маја 1942. године формирана 2. група одреда, а заправо је 1. штајерска бригада само преименована. Штаб групе је остао исти, само су добили интенданта и новог лекара. Прошло је извесно време до формирања нових (првих) словеначких бригада, али је руководство НОП-а у Словенији било свесно да су само оне неопходне за подизање борбе против окупатора на виши ниво.